# The Colbert Report
The Colbert Report   je satirično obarvana televizijska serija s humorističnimi dodatki ustvarjalca  Stephena Colberja, ki se dotika aktualnih svetovnih in severnoameriških političnih dogajanj. Serija je začela oddajati leta 2005 in je od tedaj postala ena izmed osrednjih oddaj tega tipa v Severni Ameriki. 